# 衢州城墙
28°57′27″N 118°51′52″E / 28.95750°N 118.86444°E
衢州城墙位于中国浙江省衢州市柯城区，2006年被列为第六批全国重点文物保护单位。

## 历史
衢州城墙始建于东汉初平三年（192年），原为土墙，大约在唐以后才开始以砖石筑墙。北宋宣和三年（1121年）知州高至临重修旧城，奠定了后世的规模，当时的城墙“周回四千五十步”，建有六门：东曰迎和、南曰礼贤、西曰航远、北曰永清、小南曰清辉、小西曰和丰，城外建有濠沟。此后于南宋绍兴、嘉定、元至正、明弘治、嘉靖、万历、天启、崇祯年间多次重修。清顺治至民国五年也曾维修20余次。
因为所处的地理位置优越，衢州四省通衢，为浙西门户，由沿海通往闽赣的咽喉，战略地位十分重要，自古是军事重镇和兵家必争之地，位于龟峰和峥嵘岭（即府山）之上的东门，又名“铁衢门。”方蜡起义，黄巢起义，太平天国运动，北伐军进攻孙传芳部等，都曾在这里受挫，久攻不下，故该门又被称为“铁衢门”。特别是太平天国翼王石达开、侍王李世贤等，率军数次围攻衢州，最长的一次达半年之久，但都因城墙高而坚固，易守难攻，而损兵折将，无功而返，“铁衢州”也因此得名。衢州城墙大都高约五米，墙面少滑平整，墙宽约两米，便于车马行走。“峥嵘山突兀，柳宇横烟霞，策杖寻旧戎，苍苔石径斜。”清人王荣俊的这几行诗充分说明了这是屯兵守城的险地。

## 形制

### 门额
明清惯在城门门项的券龛上嵌一块砖雕门匾，上刻门名。衢州城墙的各门都曾设有门额，可见都是明清以后的门洞形制。现存的大南门内外均设
门额，门额正中设青石板题刻 “礼贤门”，该门额题刻于2000年，为梁思成的学生、中国著名古建筑学家罗哲文所书。小南门门额距券顶上方0.3米，砖制，门匾高0.5米，四周匾框有两层，各宽0.07米，上书“清辉门”。西安门门额紧贴券顶建设，上书“西安门”。大西门城门内、外门洞均有门额。内城门门额距券顶上方0.32米，高0.38米，宽4.8米，外城门门额距券顶上方0.42米，高0.57米，内外门额正中均设青石板题刻“朝京门”，该门额题刻于1997年，为时任浙江省博物馆常务副馆长的开化籍书法家汪济英所书。

### 城门名称
衢州城门有名始自北宋宣和三年（1121年）衢州知州高至临筑城建六门时，但当时城门具体名称，现已较难考证。考查现存明弘治、天启、嘉靖、清康熙四部《衢州府志》和民国《衢县志》，其中对于城门名称的记载均相一致，说明从弘治十六年(1503年)编纂《衢州府志》时，到民国十五年（1926年）编纂《衢县志》时，城门的名称一直比较固定，没有较大变化。
- 大西门，即宋之航远门，因大西门外衢江是主要航道，走水路一般都由此出发去远方，故名。后又称水亭门、朝京门；城门最注重“迎山接水”，一般都在城门外建月城来接引，但该门直濒衢江，条件不允许，故在城门外建亭阁以代之。
- 大南门，即宋之礼贤门，江山宋时曾名“礼贤县”，因此门通江山，故名；后又称通道门、通远门、光远门；
- 小西门，即宋之和丰门，后又称埭堰门、通广门；
- 小南门，即宋之清辉门，后又称前湖门、魁星门、通仙门；程俱曾写有《蓝与行清辉门外即事》一诗。
- 北门，即宋之永清门，后又称拱宸门、浮石门，因此门直通门外浮石渡。
- 东门，即宋之迎和门，是最早迎接阳光的地方，取迎祥和、和谐之意，故名。附近迎和社区名称源此。
- 西安门，民国21年（1932年）新辟。衢州古时曾称西安，故名。附近西安门大桥名称源此。
- 新城门，民国21年（1932年）新辟

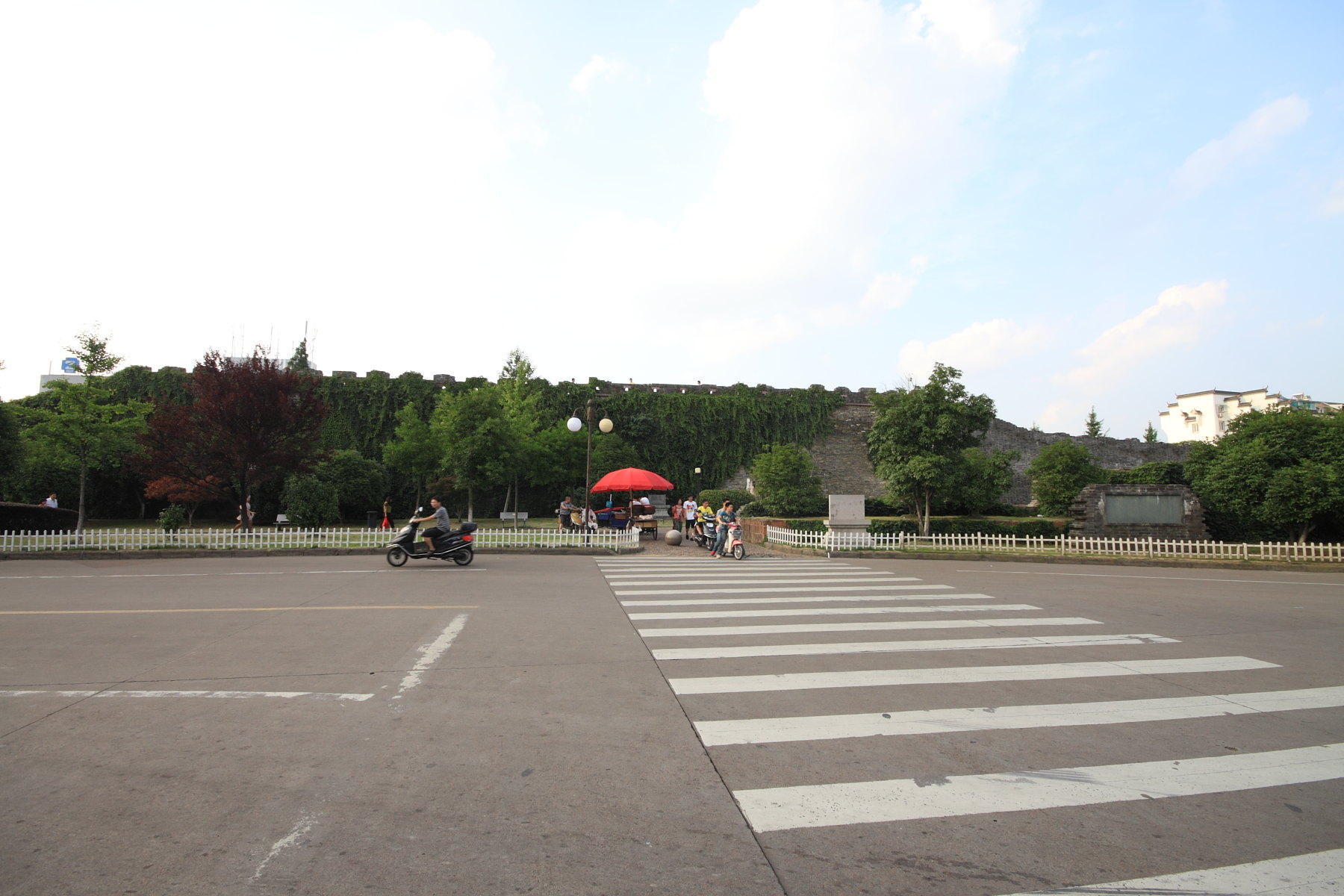
礼贤门（大南门）
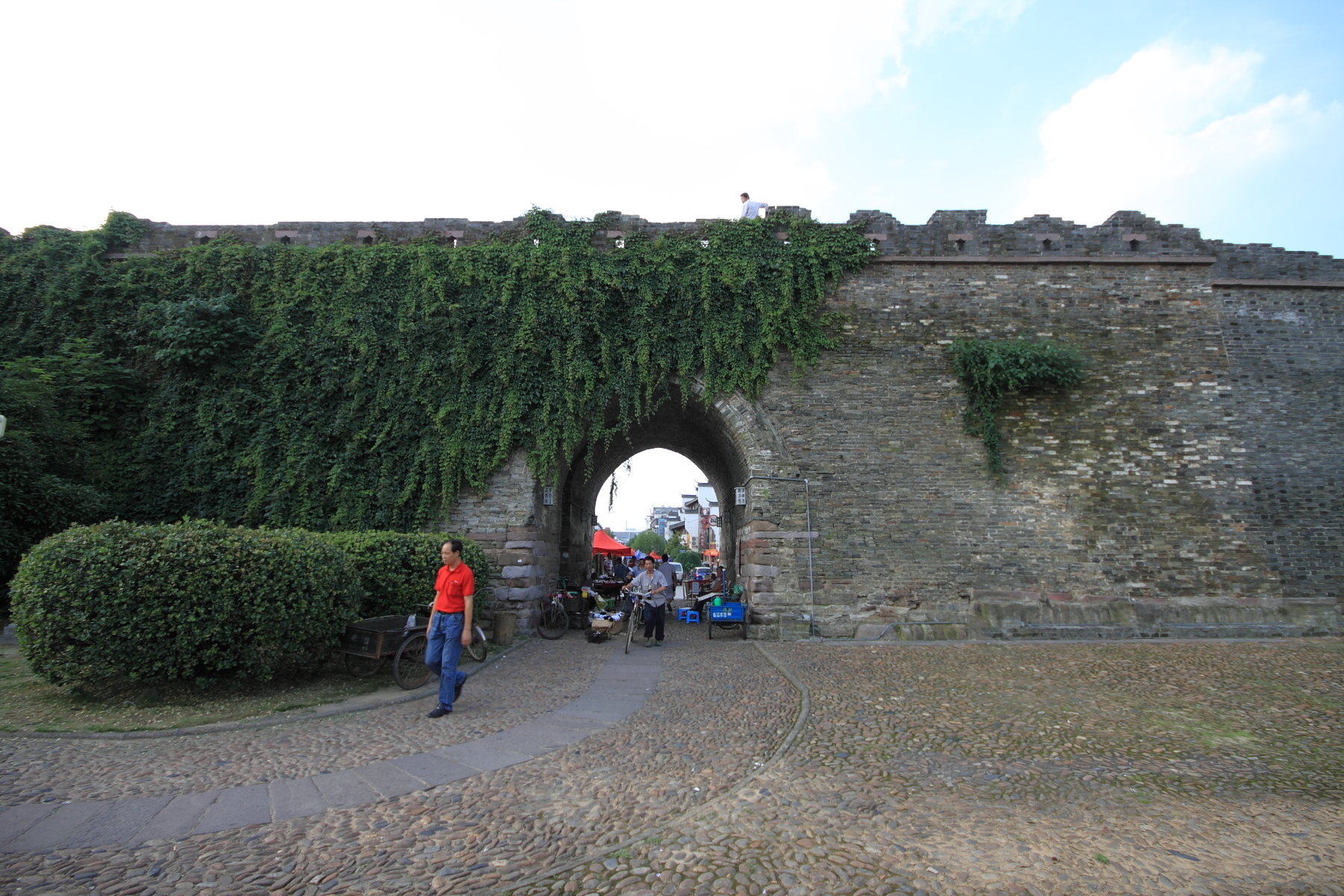
礼贤门（大南门）
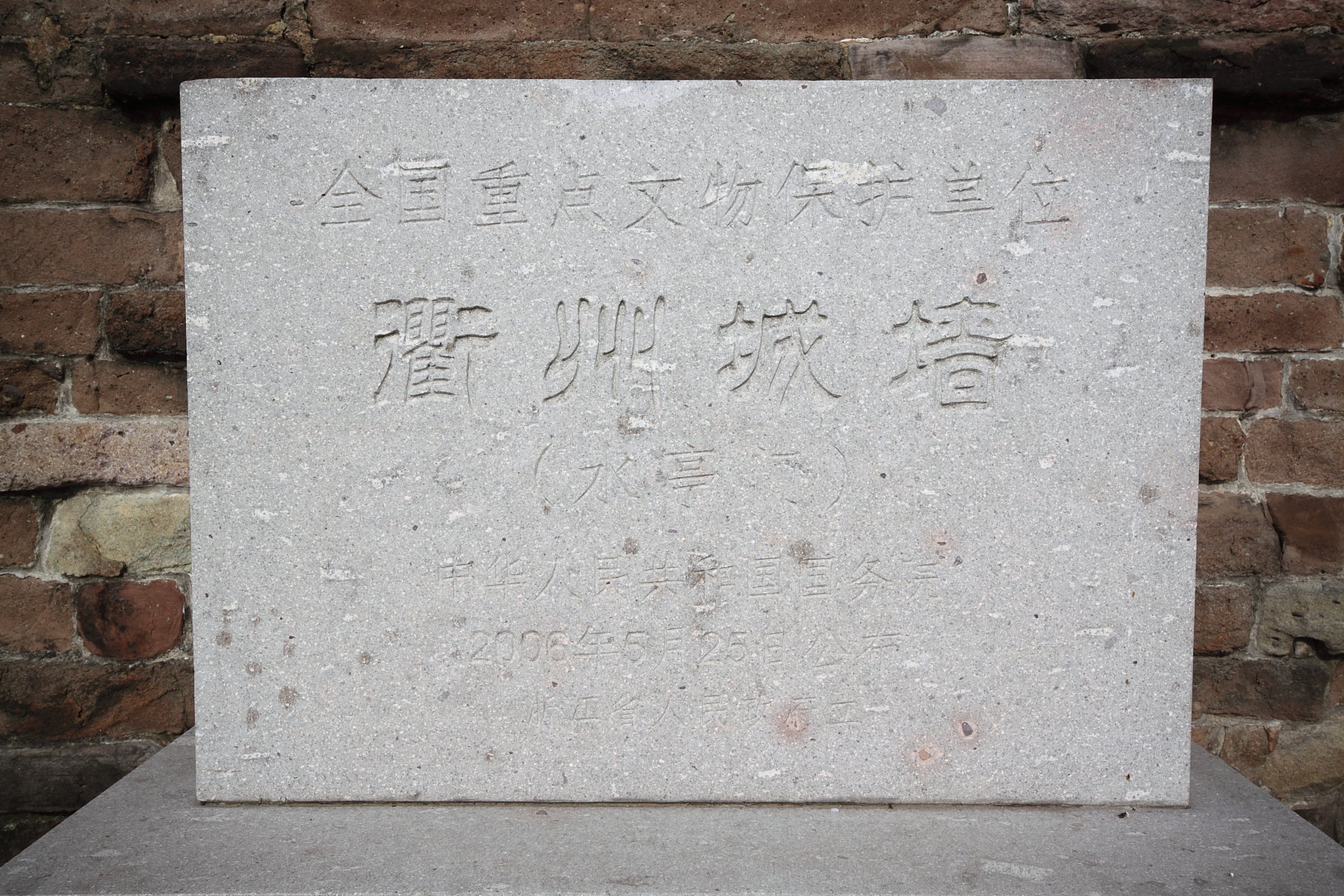
水亭门（大西门）
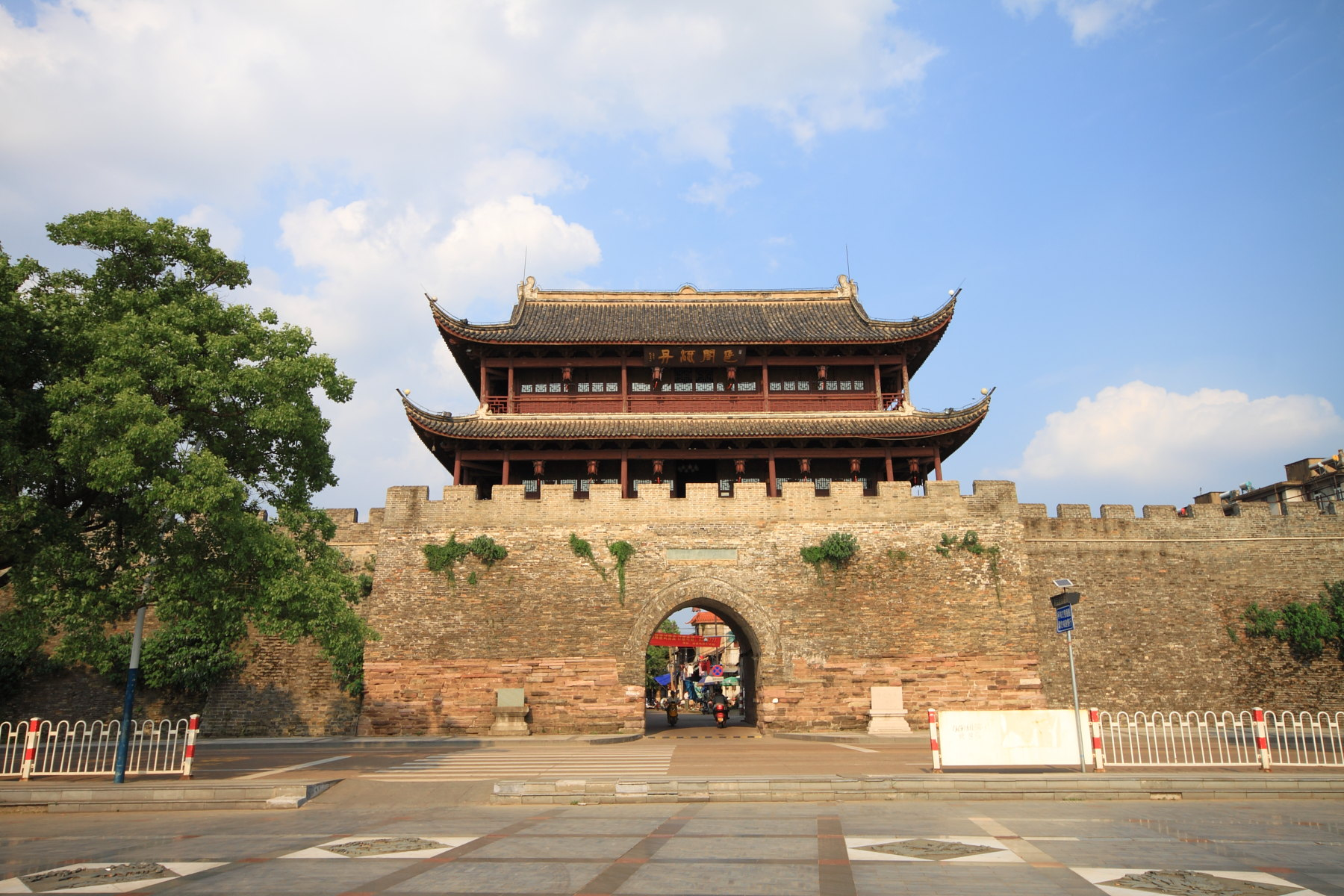
水亭门（大西门），城楼为重建
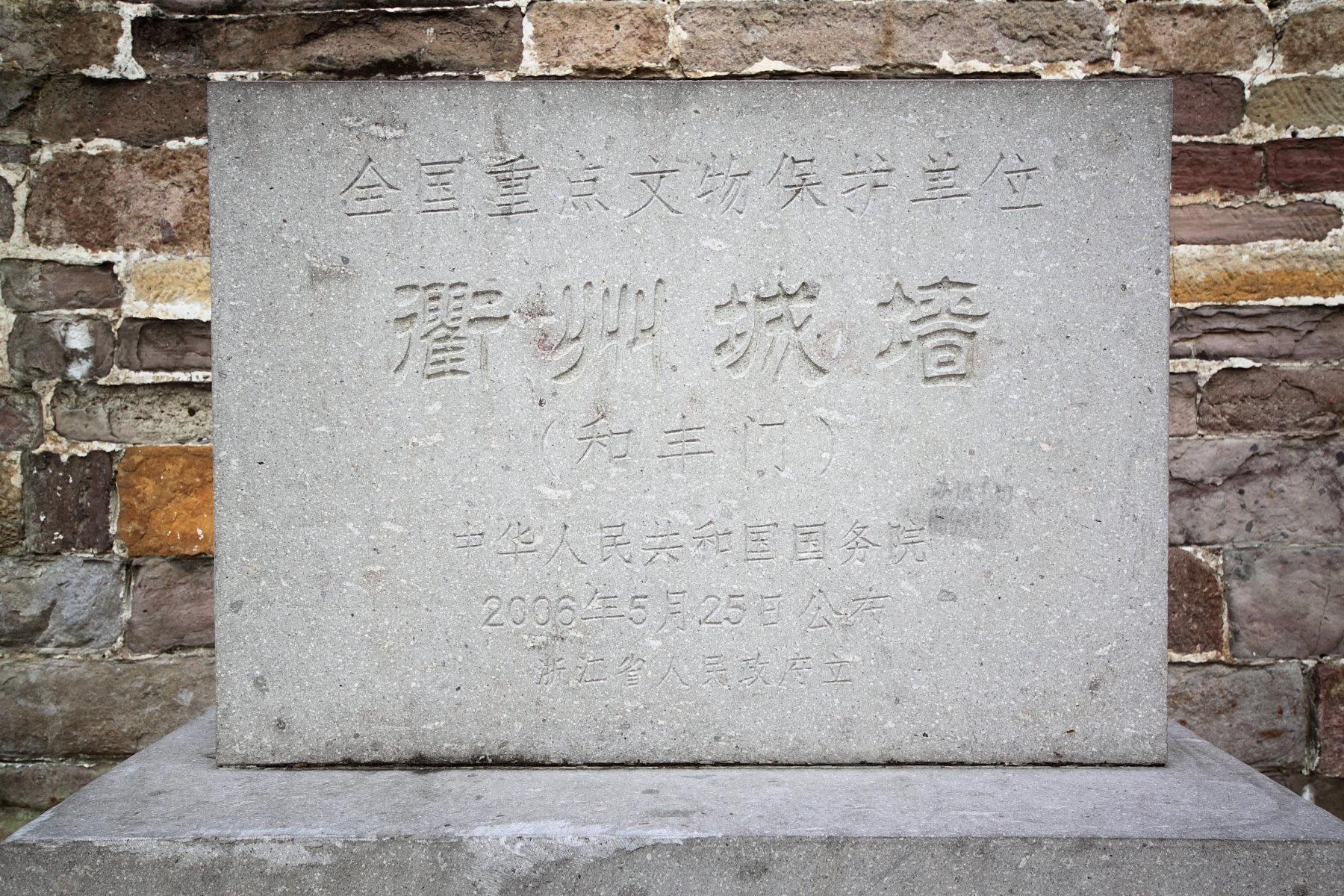
和丰门（小西门）
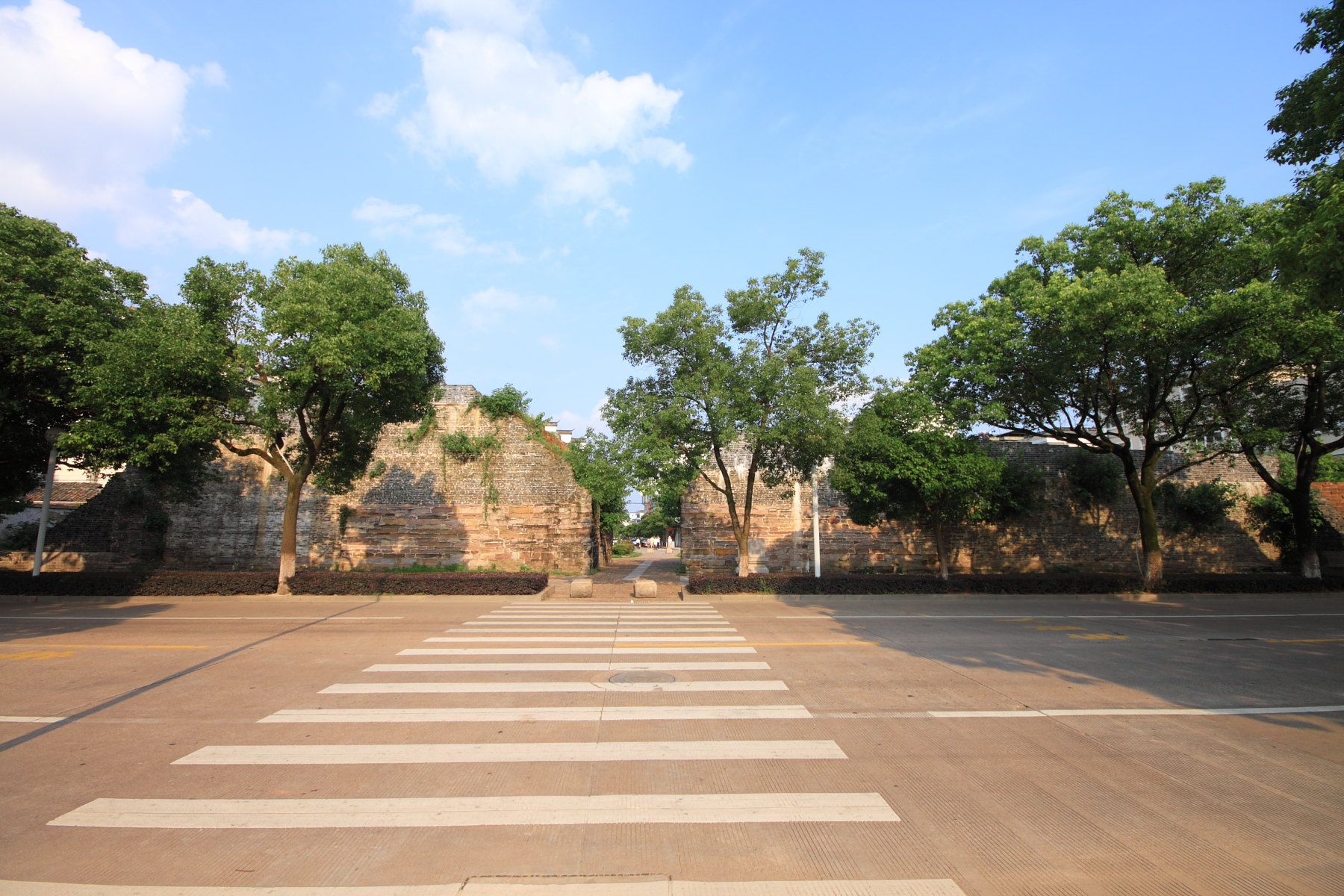
和丰门（小西门）
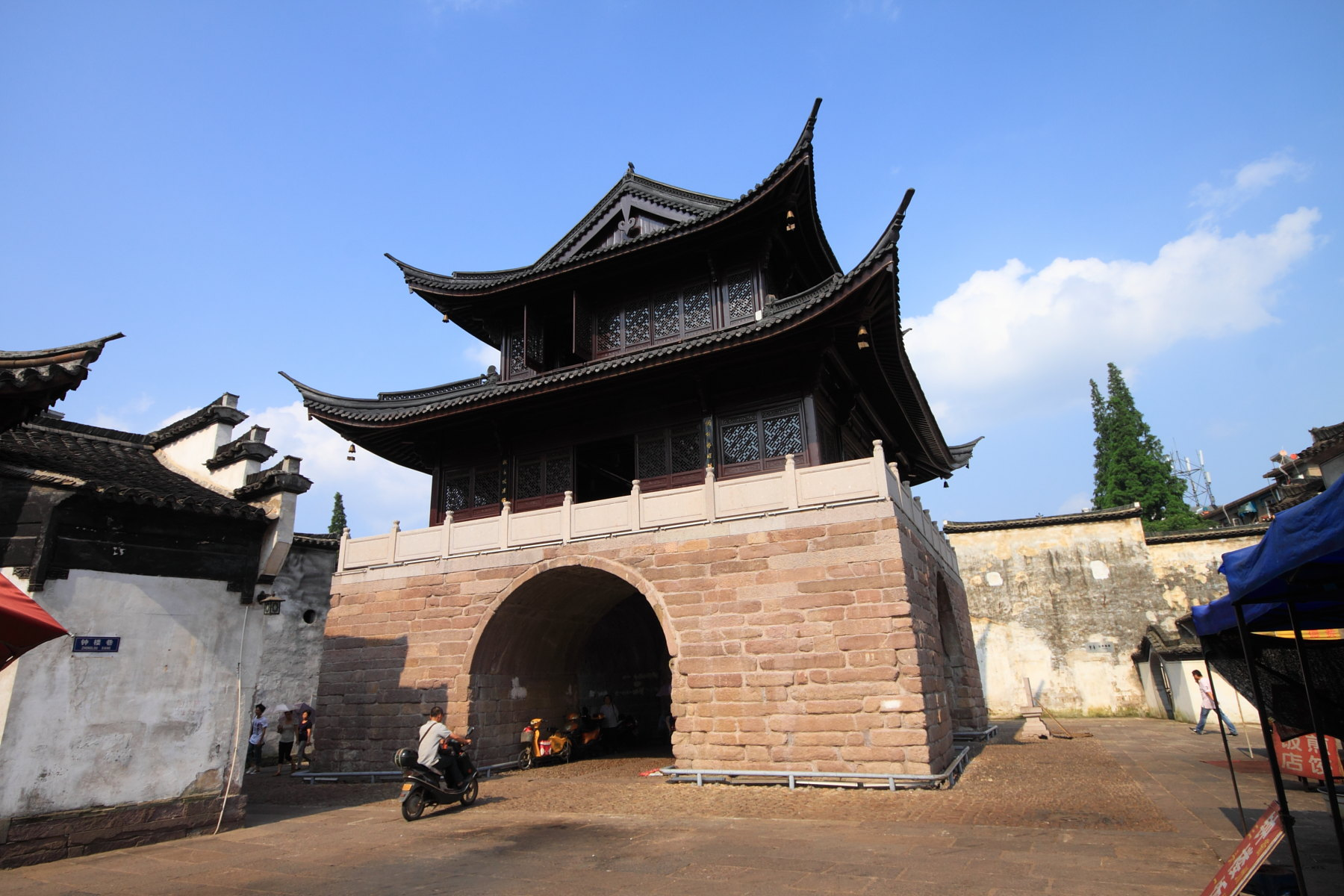
钟楼，城楼为重建

## 现状
现有城墙基本为明、清、民国的遗迹，除了六个城门不同程度地保存下来之外，还保存有东段城墙约700米，北段城墙约300米，西段城墙约120米，南段城墙约65米，城墙遗址约1000米，在城内还有建于明万历年间的四门塔式钟楼基座。近几年，衢州市政府投巨资在几个城门周围修建古城墙遗址公园，并适当恢复了原貌，如重建大西门和钟楼的城楼。

### 钟楼
衢州钟楼，原位于大中祥符寺内，始建于元泰定二年（1325年），杭州净慈寺僧人义山远主持修建。清代蒲松龄的《聊斋志异》之衢州三怪中的独角怪传说就在钟楼。20世纪70年代初，钟楼台座上的木结构阁宇因年久失修成危楼而被拆除，仅存四门塔式正方形石质台座。2010年9月，衢州钟楼全面完成修复，并复制铜钟一口。衢州市文物部门整整花了12年之久，终于找到一张摄于1965年的钟楼老照片，为复原木结构钟楼楼阁提供重要依据。建成后的钟楼楼阁为清代建筑风格的木结构二层楼阁，重檐歇山顶，正方形平面布局，面阔、进深皆三间；厅堂型抬梁式建筑构架。